# Amphichaetella echinata
Amphichaetella echinata är en svampart som först beskrevs av Heinrich Klebahn, och fick sitt nu gällande namn av Franz Xaver von Höhnel 1916. Amphichaetella echinata ingår i släktet Amphichaetella, divisionen sporsäcksvampar och riket svampar.   Inga underarter finns listade i Catalogue of Life.